# Сосонська сільська рада
| Сосонська сільська рада — колишній орган місцевого самоврядування у Вінницькому районі Вінницької області з адміністративним центром у c. Сосонка. Сільській раді підпорядковані населені пункти: - c. Сосонка |

## Склад ради
Рада складається з 18 депутатів та голови.

## Керівний склад сільської ради
| ПІБ                              | Основні відомості                                                                                    | Дата обрання | Дата звільнення |
| -------------------------------- | --- | ------------ | --------------- |
| Гідрович Анатолій Варфоломійович | Сільський голова, 1956 року народження, освіта, член Комуністичної партії України                    | 26.03.2006   | 31.10.2010      |
| Гідрович Анатолій Варфоломійович | Сільський голова, 1956 року народження, освіта середня спеціальна, член Комуністичної партії України | 31.10.2010   |                 |

Примітка: таблиця складена за даними джерела